# Kupletskita-(Cs)
La kupletskita-(Cs) és un mineral de la classe dels silicats, que pertany al grup de la kupletskita. Rep el nom en al·lusió a la seva composició, sent l'anàleg dominant de cesi de la kupletskita. Va rebre aquest nom per l'Associació Mineralògica Internacional l'any 2018.

## Característiques
La kupletskita-(Cs) és un silicat de fórmula química (Cs,K,Na)₃(Mn,Fe2+)₇(Ti,Nb)₂Si₈O24(O,OH,F)₇. Cristal·litza en el sistema triclínic. La seva duresa a l'escala de Mohs és 4.
Segons la classificació de Nickel-Strunz, la kupletskita-(Cs) pertany a «09.DC - Inosilicats amb ramificacions de 2 cadenes senzilles periòdiques; Si₂O₆ + 2SiO₃ Si₄O₁₂» juntament amb els següents minerals: astrofil·lita, hidroastrofil·lita, kupletskita, magnesioastrofil·lita, niobofil·lita, zircofil·lita, niobokupletskita, nalivkinita i sveinbergeïta.

## Formació i jaciments
Va ser descoberta a la glacera Darai-Pioz, situada a les muntanyes Alai, dins la serralada Tien Shan (Regió sota subordinació republicana, Tadjikistan). També ha estat descrita a la reserva natural d'Ilmen, a l'óblast de Txeliàbinsk (Rússia). Aquests dos indrets són els únics de tot el planeta on ha estat descrita aquesta espècie mineral.